# Bernardo Calbó
Svatý Bernardo Calbó, O.Cist. (asi 1180 – 26. října 1243) byl katalánský právník, později cisterciácký mnich a biskup ve Vic. Katolickou církví je uctíván jako světec.

## Život
Pocházel z Manso Calvo poblíž Reus z rytířské rodiny. Stal se právníkem při biskupském úřadě v Tarragoně. V roce 1214 vstoupil do cisterciáckého řádu. Stal se opatem kláštera Santa Creus a od roku 1223 nebo 1233 byl biskupem diecéze Vic. Účastnil se Reconquisty a poskytoval materiální pomoc vojákům, obléhajícím Valencii. Když křesťané Valencii dobyli, celebroval Bernardo první Mši svatou ve valencijské mešitě, přeměněné na katedrálu katolického arcibiskupství. Rovněž se, jakožto původním povoláním právník, podílel na zformulování valencijských zákonů.
Zemřel v roce 1243 a byl pohřben v katedrále ve Vich. Roku 1260 byl beatifikován papežem Alexandrem IV. a v roce 1710 jej papež Klement XI. kanonizoval. Bývá zobrazován jako biskup v cisterciáckém hábitu. Jeho liturgická památka bývá slavena 25. října.